# Delbrücker Land

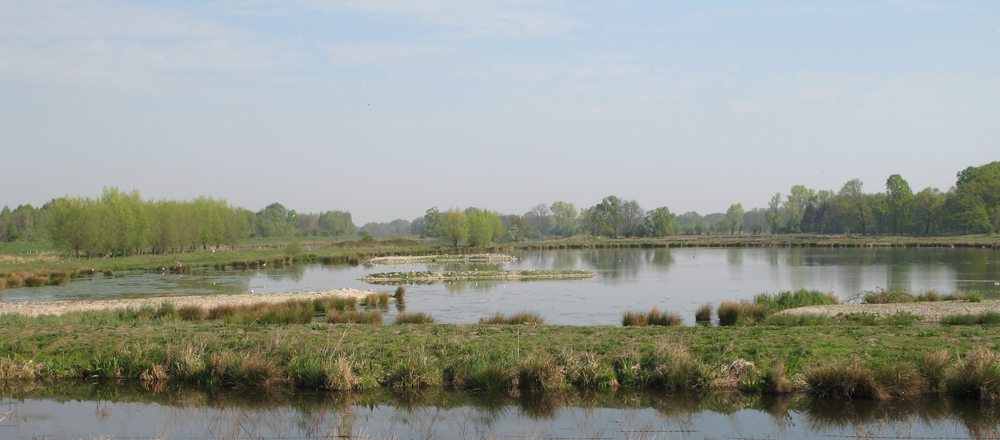
Das Steinhorster Becken

Das Delbrücker Land ist eine etwa 150 km² große Landschaft in Nordrhein-Westfalen. Es umfasst die Umgebung der ostwestfälischen Stadt Delbrück und der Gemeinde Hövelhof im Kreis Paderborn zwischen den Flüssen Ems und Lippe im Osten der Westfälischen Bucht und hat etwa die langgestreckte Form eines Pferdekopfes.
Das flache Delbrücker Land wies bereits im Spätmittelalter gute Böden mit ansehnlichen Erträgen und eine große Viehwirtschaft auf. Es ist eine Bruch- und Heidelandschaft. Die Niederungsgebiete der Oberen Lippe und der Rietberger Ems werden von einem sanften, etwa 15 Kilometer langen, aus Lehm und Tonmergel bestehenden Höhenzug (Delbrücker Rücken) in ost-westlicher Richtung durchzogen. In der wasserreichen Landschaft liegt das 82,6 ha große Naturschutzgebiet Steinhorster Becken nördlich von Steinhorst, ein herausragendes Reservat für Wasservögel. 
Im Delbrücker Land liegen auch die folgenden Landschaftsschutzgebiete:
- Landschaftsschutzgebiet Ems, Furlbach
- Landschaftsschutzgebiet Untere Senne
- Landschaftsschutzgebiet Delbrücker Rücken
- Landschaftsschutzgebiet Delbrücker Schweiz
- Landschaftsschutzgebiet Rodehut
- Landschaftsschutzgebiet Haustenbach
- Landschaftsschutzgebiet Sporkhof
- Landschaftsschutzgebiet Moese.

Touristisch wird das Delbrücker Land als Region für Fahrradtouren vermarktet.